# Блюхер, Василий Константинович
Васи́лий Константи́нович Блю́хер (19 ноября [1 декабря] 1890, Барщинка, Ярославская губерния — 9 ноября 1938, Москва) — советский военный, государственный и партийный деятель. Маршал Советского Союза (1935), первый кавалер ордена Красного Знамени (1918) и ордена Красной Звезды (1930). Военный министр Дальневосточной республики (ДВР) и третий главнокомандующий Народно-революционной армии ДВР. Командующий Особой Дальневосточной армией. Умер в тюрьме во время Большого террора.

## Биография
Легенды и версии
По семейной легенде, фамилия Блюхер у предков Василия Константиновича появилась от прозвища прапрадеда — крепостного крестьянина Феклиста, участника Отечественной войны 1812 года. Вернувшись по окончании войны в деревню, Феклист получил прозвище Блюхер от помещика Кожина, отставного военного, который, оценив награды Феклиста, пошутил: «Истинный фельдмаршал Блюхер». В Европе бытовала версия, что Блюхер является завербованным ротмистром австро-венгерской армии графом Фердинандом фон Галеном, попавшим в русский плен в 1915.

### Ранние годы
Василий Блюхер родился 19 ноября (1 декабря) 1890 года в крестьянской семье в деревне Барщинка Георгиевской волости Рыбинского уезда Ярославской губернии, ныне деревня входит в Огарковское сельское поселение Рыбинского района Ярославской области. По национальности — русский. Отец — Константин Павлович Блюхер. Мать — Анна Васильевна Медведева. Василий был первым ребёнком в семье. Всего в семье было четверо детей.
В 1904, после года учёбы в церковно-приходской школе, отец увёз Блюхера на заработки в Санкт-Петербург. Он работал «мальчиком» в магазине, затем чернорабочим на Франко-Русском машиностроительном заводе «Берда», откуда был уволен за участие в рабочих митингах.
В поисках заработка приехал в Москву. В 1909 устроился слесарем на Мытищинский вагоностроительный завод под Москвой. В 1910 за призыв к забастовке был арестован и приговорён к тюремному заключению. В 1913—1914 работал в мастерских Московско-Казанской железной дороги.
Во время следствия 1938 эти биографические сведения не нашли подтверждения.
По словам Лидии Богуцкой, жены брата Василия Блюхера — Павла:

Павел мне как-то сказал: «… он [Василий] в этот период был в Москве приказчиком у купчихи Белоусовой, был ее любовником и ни на каких заводах не был и в революционной деятельности участия не принимал» ... Василий сам очень неохотно говорил об этом периоде своей жизни.
— Великанов Н. Т. Блюхер. — М.: Молодая гвардия, 2010. — 317 с., ил. (Жизнь замечательных людей. Сер. биогр.; вып. 1217)

### Первая мировая война
С началом Первой мировой войны в августе 1914 года взят по мобилизации на военную службу в Москве. Пробыв две недели в 93-м запасном батальоне, 30 сентября (13 октября)  1914 года прибыл в 56-й кремлёвский запасной батальон (командир — полковник Владимир Карлович Гондель) в 3-ю роту поручика Андреева. 27 октября (9 ноября)  1914 года с маршевой ротой направлен в 5-ю пехотную дивизию. 16 (29) ноября 1914 года поступил на пополнение 19-го Костромского полка 5-й пехотной дивизии 9-й армии, рядовым, зачислен в 4-ю роту (командир роты капитан Гузиков) 1-го батальона (командир батальона подполковник Шумаков). В день, когда Блюхер был определён в 4-ю роту 1-го батальона, Костромской полк стоял во втором эшелоне боевой линии юго-восточнее Кракова. 20 ноября (3 декабря)  1914 года 1-й батальон и в его составе 4-я рота переместились от села Гдув в деревню Збышовку.
За боевые отличия награждён двумя Георгиевскими крестами 3 и 4 степеней, Георгиевской медалью 4-й степени, произведён в младшие унтер-офицеры.
Спустя почти семь с половиной месяцев, приказом по полку от 2 (15) июля 1915 года № 185 Блюхер был награждён Георгиевской медалью IV степени за номером 313935. В графе «время оказанного подвига» указана дата — 28 ноября (11 декабря)  1914 года.
Что же касается присвоения Георгиевских крестов III и IV степени и звания младшего унтер-офицера, то в приказах по полку упоминаний об этом не обнаружено, хотя в таких приказах, как правило, скрупулёзно отмечались все награждения и присвоения воинских званий. Приказы за период пребывания Блюхера в полку сохранились полностью, так же, как и за последующий период, когда он находился на излечении в госпиталях. Известна фотография Блюхера, на которой он изображён в звании рядового. Отсутствие фотографий Блюхера в унтер-офицерской форме и с Георгиевскими крестами на груди, наряду с вышеупомянутым отсутствием упоминаний о награждении крестами и присвоении звания в приказах по полку, ставит под сомнение получение им этих наград и этого звания.
8 (21) января 1915 года на реке Дунаец под Тернополем Блюхер был тяжело ранен разорвавшейся гранатой в левое бедро, левое и правое предплечья. Был разбит тазобедренный сустав, из-за чего левая нога стала короче на 1,5 см. В бессознательном состоянии его доставили в армейский полевой госпиталь. Восемь больших осколков было извлечено из его тела, сильно повреждены были обе ноги. Осмотрев солдата, профессор Пивоварский произвёл очень сложную операцию и приложил все усилия, чтобы спасти ему жизнь. Блюхера дважды выносили в мертвецкую, как умершего. Эвакуирован в лазарет имени служ. Юго-Зап. ж.д., станция Киев-Товарный Из города Белая Церковь Василий Константинович был направлен в Московский военный госпиталь имени императора Петра I.
20 апреля (3 мая)  1915 года в Москве поступил на лечение в госпиталь П. и М. Богомоловых. Вследствие полученных ранений, в марте 1916 года Блюхер был уволен из армии врачебной комиссией главного военного госпиталя с пенсией первого разряда.
C апреля 1916 года работал в Казани в гранитной мастерской, затем временно устроился на Сормовский судостроительный завод (Нижний Новгород), затем переехал в Казань и стал работать на механическом заводе Остермана. В июне 1916 года он вступил в ряды Российской социал-демократической рабочей партии большевиков, получив партбилет № 7834693.
Однако в ходе проверки биографических данных В. К. Блюхера в 1938 году все эти сведения не нашли подтверждения. Единственное, что смогли подтвердить затем исторические разыскания — факт службы Блюхера в 19-м пехотном Костромском полку в звании рядового.

### Революция и Гражданская война на Урале
Февральскую революцию Блюхер встретил в городе Петровске Саратовской губернии, где он работал слесарем-мотористом на маслобойном заводе (в 1938 году не нашли подтверждения). В мае 1917 года Блюхер переехал в Самару и познакомился с Валерианом Владимировичем Куйбышевым, который отправил его в 102-й запасный полк для агитации, где он был избран в полковой комитет и городской Совет солдатских депутатов. К моменту Октябрьской революции рядовой 102-го запасного полка Блюхер являлся членом Самарского Военно-Революционного Комитета. После установления советской власти в Самаре он стал помощником комиссара Самарского гарнизона и начальником губернской охраны революционного порядка.
Блюхер был активным участником Гражданской войны, в 1918 году во главе отряда направлен на Южный Урал для борьбы с частями войскового атамана Оренбургского казачества полковника Александра Ильича Дутова. Сводный отряд самарских и уфимских красногвардейцев, которым руководили двое: командир — Владимир Константинович Садлуцкий и комиссар — В. К. Блюхер, выступил из Самары в конце ноября и 3 (16) декабря 1917 года прибыл в Челябинск. Сводный отряд через неделю был отозван в Самару. Блюхер остался в Челябинске и возглавил Челябинский Военно-революционный комитет. Войска Блюхера разбили Дутова и взяли Оренбург 31 января (13 февраля)  1918 года. Войска Блюхера продолжили теснить казаков и в марте 1918 года был взят центр 2-го военного округа Оренбургского войска города Верхнеуральск. Дутов с остатками своей армии временно укрылся в Тургайской степи.
В апреле 1918 года казаки 1-го военного округа Оренбургского войска, действовавшие вне связи с Дутовым, блокировали Оренбург и этим прервали связь с советским Туркестаном. Для борьбы с казаками в районе Оренбурга направлен В. К. Блюхер и подчинённые ему: красногвардейский отряд под командованием Соломона Яковлевича Елькина, Екатеринбургский эскадрон кавалерии, Челябинская батарея, сформированная из железнодорожников Челябинского узла, и вновь сформированный в Екатеринбурге 1-й Уральский пехотный полк, состоящий из рабочих-добровольцев и привлечённых на службу кадровых офицеров старой армии. 23 мая 1918 года отряд Блюхера, двигавшийся по железной дороге через Самару, подошёл к осаждённому Оренбургу и установили связь с его гарнизоном. 26 мая Блюхеру поступили сведения, что в Челябинске произошло выступление пленных австро-венгерской армии (Чехословацкий корпус), временно располагавшихся в городе.
В июне 1918 года командование красными войсками, сосредоточенными в районе Оренбурга, после разногласий В. К. Блюхера с большинством главкомов других отрядов перешло к Георгию Васильевичу Зиновьеву. 23 июня Зиновьев приказал Блюхеру начать наступление вдоль железной дороги Оренбург — Бузулук. Вскоре, ввиду возможности окружения наступающих против Чехословацкого корпуса красных войск казаками, Блюхер принял решение отвести отряды в Оренбург. В Оренбурге к этому времени собралось около 20 различных по численности отдельных красных отрядов. 3 июля 1918 года казаки, при поддержке чехословаков, овладели Оренбургом, большинство красных отрядов отступили в Туркестан, а Уральский отряд Блюхера (пехоты — 700, кавалерии — 50, пулемётов — 16, орудий — 4) пошёл на север на соединение с Красной армией.
Летом 1918 года рабочие отряды Южного Урала, действовавшие в районе Оренбург — Уфа — Челябинск, оказались в результате мятежа Чехословацкого корпуса отрезанными от районов снабжения и регулярных частей Красной армии и перешли к партизанским действиям. К середине июля партизанские отряды (1-й Уральский Ивана Степановича Павлищева, Богоявленский Михаила Васильевича Калмыкова, Южный Николая Дмитриевича Каширина, Троицкий Николая Дмитриевича Томина, Верхнеуральский Ивана Дмитриевича Каширина и др.), теснимые отрядами атамана А. И. Дутова, отступили в Белорецк. Здесь на совещании командиров 16 июля было принято решение объединить силы в сводный Уральский отряд и пробиваться через Верхнеуральск, Миасс, Екатеринбург навстречу войскам Восточного фронта Красной армии. Главнокомандующим был избран Каширин, его заместителем — Блюхер. Выступив в поход 18 июля, отряд за 8 дней с ожесточёнными боями дошёл до района Верхнеуральск — Юрюзань, но из-за недостатка сил (4700 штыков, 1400 сабель, 13 орудий) был вынужден вернуться в исходный район. 2 августа раненого главкома Каширина сменил Блюхер, который реорганизовал отряды в полки, батальоны и роты и предложил новый план похода: через Петровский, Богоявленский и Архангельский заводы на Красноуфимск, чтобы можно было опереться на рабочих, получить пополнения и продовольствие. Начав поход 5 августа, отряд к 13 августа с боями преодолел Уральский хребет в районе села Богоявленское (ныне Красноусольский), присоединил Богоявленский партизанский отряд М. В. Калмыкова (2 тыс. чел.), а затем, 17 августа, Архангельский отряд В. Л. Дамберга (1300 чел.) и другие силы.
Сводный отряд Южноуральских партизан вырос в армию, имевшую в своём составе 6 стрелковых, 2 кавалерийских полка, артиллерийский дивизион и другие подразделения (всего 10,5 тыс. штыков и сабель, 18 орудий), с железной воинской дисциплиной. 20 августа армия Блюхера разбила в районе Зилим и Ирныкши части Сибирской добровольческой армии. 27 августа форсировала с боями реку Сим у села Бердяниной Поляны, заняла станцию Иглино (12 км восточнее современной Уфы) и, разрушив участок железной дороги Уфа — Челябинск, на 5 дней прервала сообщение белых с Сибирью. К 10 сентября, нанеся новые поражения противнику (на реке Уфе, у села Красная Горка и др.), армия вышла в район Аскино, у села Тюйно-Озёрская прорвала кольцо окружения и 12—14 сентября соединилась с передовыми частями 3-й армии Восточного фронта красных. Спустя 10 дней армия (в составе 6 полков пехоты, 3 полков конницы, общей численностью около 10 тысяч штыков и сабель и 18 трёхдюймовых орудий) прибыла в город Кунгур, где её основная масса была преобразована в 4-ю Уральскую (с 11 ноября 1918 года — 30-ю) стрелковую дивизию под командованием Блюхера.
В течение 54 дней армия Блюхера прошла свыше 1500 км по горам, лесам и болотам, провела более 20 боёв, разгромила 7 полков Сибирской армии. Дезорганизовав тыл Сибирской армии и Чехословацкого корпуса, она содействовала наступлению войск Восточного фронта Красной армии осенью 1918 года. За успешное руководство героическим походом Блюхер первым среди советских военачальников был награждён орденом Красного Знамени.

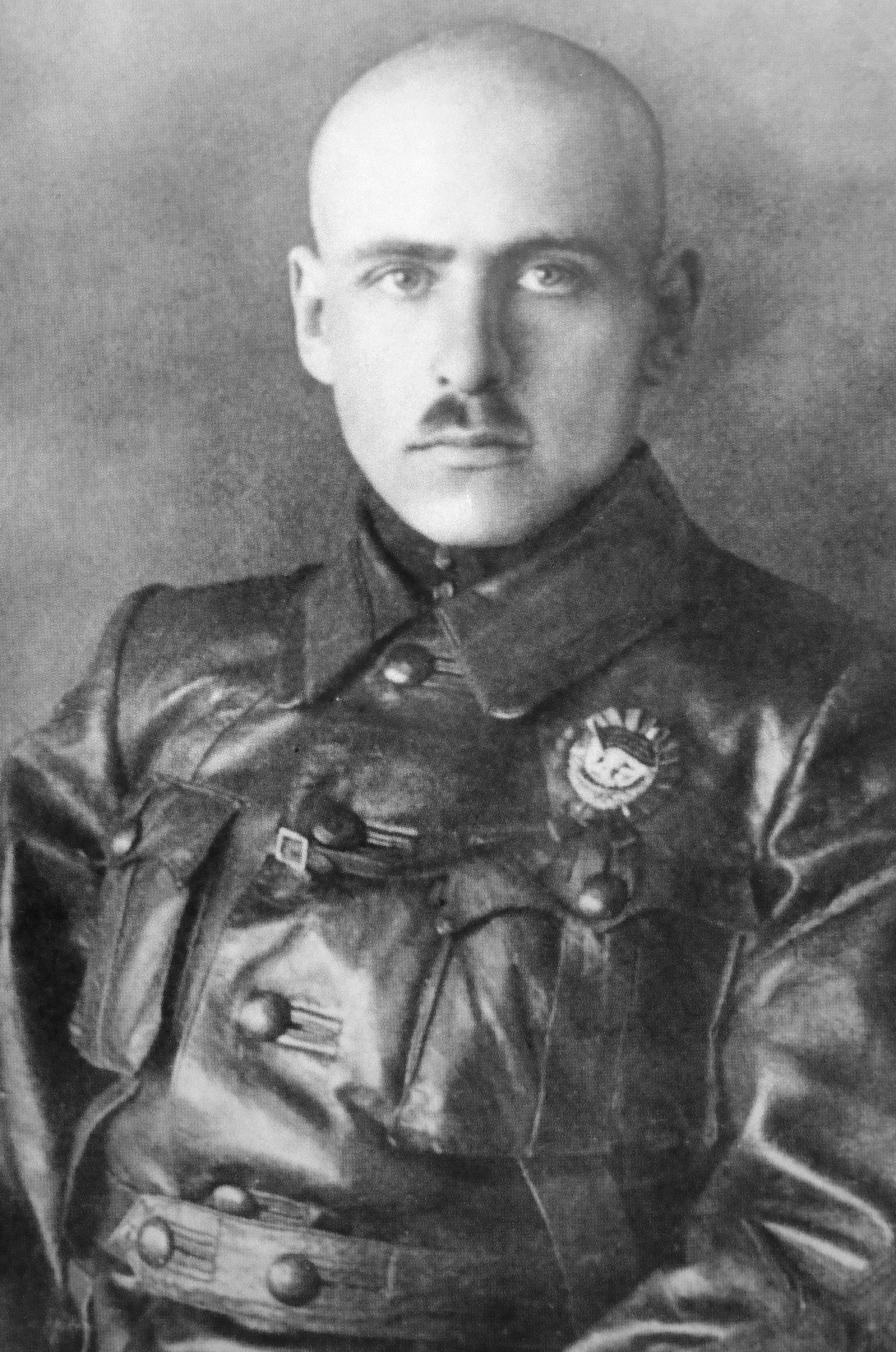
Первый кавалер ордена Красного Знамени Василий Блюхер, 1919

В наградном листе ВЦИК от 28 сентября 1918 года говорилось: «Бывший сормовский рабочий, председатель Челябинского ревкома, он, объединив под своим командованием несколько разрозненных красноармейских и партизанских отрядов, совершил с ними легендарный переход в полторы тысячи вёрст по Уралу, ведя ожесточённые бои с белогвардейцами. За этот беспримерный поход тов. Блюхер награждается высшей наградой РСФСР — орденом Красного Знамени под № 1».
4-я Уральская дивизия получила приказ занять пункты по линии Богородское — Суксунское — Осиновское и изготовиться для наступления в направлении Красноуфимск — Бисертский завод с целью перехватить Западно-Уральскую железную дорогу у станций Гробово, Шемаха[уточнить]. 27 сентября Блюхер доложил командарму Берзину: части дивизии заняли Молебский завод. После ожесточённых сражений были взяты большое село Богородское и город Красноуфимск. 4-я Уральская выбила белых за реки Сылва, Батам, Бисерть, Уфа.
Положение красных на фронте ухудшалось. Обескровленные полки 4-й Уральской дивизии РККА не могли удержать фронт. Было принято решение: сократить линию фронта и занять выгодные оборонительные рубежи. Блюхер приказывает командирам бригад отвести свои части на позиции по реке Сылва. В начале ноября Блюхер заболел. Открылись старые раны. Медицинская комиссия, обследовавшая начдива, отметила: «В области левого тазобедренного сустава спереди тянется рубец размером 30 см. В отдельных местах подвздошная кость раздроблена и части её удалены при операциях. Движения в области сустава ограничены во все стороны. При непродолжительной ходьбе появляется боль в поражённом месте». В конце ноября 1918 года Василий Константинович уехал в родную Барщинку.
Вернувшись из отпуска, Василий Блюхер вступил в командование 30-й стрелковой дивизией в самый разгар ожесточённых боёв. 29 ноября Екатеринбургская группа Сибирской армии перешла в решительное наступление, полностью разгромив противостоящую ей 3-ю армию РККА, заняла Кунгур (21 декабря) и Пермь (24 декабря). Блюхер разделил свою дивизию на три группы, которые медленно отходили в направлении заводов Юго-Камского, Бымовского, Бизярского и Юговского.
31 января 1919 года Блюхер отзывается с 30-й дивизии и назначается помощником командующего 3-й армией (командующий 3-й армией — Сергей Александрович Меженинов. Штаб Красного Восточного фронта, опасаясь возможного соединения Восточного фронта Русской армии с Северной армией и отрядами союзников, принимает решение о срочном создании в тылу глубоко-эшелонированной обороны — системы укреплённых районов. Одним из таких укрепрайонов должен стать город Вятка с его военным гарнизоном. Начальником гарнизона и обороны Вятско-Слободского района был утверждён Блюхер, который одновременно оставался помощником командующего 3-й армией. Блюхер прибыл в Вятку 3 апреля 1919 года. Для управления Вятско-Слободского района был утверждён Военный совет (тройка) в составе В. К. Блюхера, С. А. Новосёлова, В. Ф. Сивкова. В середине июня Блюхер доложил РевВоенСовету 3-й армии, что оборудование Вятско-Слободского укреплённого района закончено. Василий Блюхер обратился к командарму с просьбой об освобождении от должности начальника гарнизона и обороны Вятско-Слободского укрепрайона и направлении на действующий фронт. Меженинов просьбу не удовлетворил, Блюхер был назначен командующим Пермским укреплённым районом.
6 июля 1919 года командующий войсками 3-й армии Восточного фронта РККА издал приказ № 0158 о формировании 51-й стрелковой дивизии, начальником которой назначен Блюхер. 51-я стрелковая дивизия с боями прошла путь от Тюмени до озера Байкал.
51-я стрелковая дивизия Блюхера, заняв 8 августа Тюмень, рвалась вперёд — за реку Тобол, к городам Тобольску и Ишиму. 151-я её бригада, в частях которой находился начдив, форсировала Тобол. 152-я бригада, круто повернув от Тюмени на северо-восток, вела ожесточённые бои с частями Русской армии и к началу сентября овладела Тобольском. 153-я находилась в резерве. Она осталась в Тюмени в распоряжении штаба дивизии.
В середине сентября 1919 года Восточный фронт Русской армии начал контрнаступление против 3-й армии РККА. В результате прорыва фронта в трудную ситуацию попадает 29-я стрелковая дивизия. Одна из её бригад была полностью разбита, в результате чего создалась угроза занятия белыми города Ялуторовска. Командарм 3-й армии приказывает Блюхеру срочно перебросить в этот район из Тюмени 153-ю бригаду, передав её в оперативное подчинение начдива-29. К этому времени 151-я бригада подошла к городу Ишиму и сосредоточивала силы к его охвату. И тут Блюхер узнаёт, что вместе с бригадой он оказался отрезанным от своего штаба. Пришлось отказаться от захвата Ишима и отойти с тракта в леса. Вскоре части Блюхера (1827 человек и 12 орудий) были окружены у села Ашлык (ныне в Вагайском районе).
29 сентября 1919 года красноармейцы роты связи второй бригады Александр Вылегжанин и Геннадий Маландин доставили Блюхеру из Тобольска пакет (впоследствии они были награждены за это орденами Красного Знамени). Блюхер ведёт группу из 453-го полка (исполняющий обязанности комполка Ольшевский Ф. И.), остатков 456-го полка, 1-го батальона 454-го полка и 2-м дивизионом легартдива на север, к Тобольску, и с тыла нападёт на ударную группу 1-й армии. Двум другим полкам 151-й бригады дается задача выйти к Бочалино по Ашлыкским болотам на поддержку своим частям. 2 октября группа Блюхера неожиданно атаковала белых у деревень Бакшеево и Каудабаево. Противник отступил. Затем, взяв Русаново, группа Блюхера продвинулась до Юрт-Иртышатских высот и закрепилась вблизи деревни Мамаево. Воспользовавшись перехваченными сведениями, Блюхер наносит белым упреждающий удар. Его группа неожиданно нападает в ночь на 6 октября на Щукино, выбивает оттуда 27-й Верхотурский Сибирский стрелковый полк 7-й Тобольской Сибирской стрелковой дивизии (полковник Франк). 7 октября части группы занимают деревню Куримово и попадают в окружение. Прорвав кольцо в районе «Щукино—Куримово—Мамаево» обессиленная группа Блюхера вышла на село Богоярское и через 3 дня соединилась с Красной армией.
В ночь на 22 октября части 153-й бригады — 457-й и 458-й полки, переправившись под покровом темноты на левый берег Тобола, заняли Тобольск. Дивизия Блюхера участвовала почти во всех завершающих операциях по захвату Сибири. В конце ноября в связи с реорганизацией Восточного фронта РККА 51-я была передана в состав 5-й армии, а после окончательного поражения Русской армии в Сибири её вывели в резерв главного командования Красной армии.
В марте 1920 года Блюхер назначен командиром-единоначальником 51-й сд, переведённой в Новониколаевск в резерв Главного командования РККА. В резерве 51-я дивизия находилась до июля 1920 года. Её бойцы занимались хозяйственными работами: восстанавливали разрушенную Сибирскую железную дорогу, Черемховские каменноугольные копи (Иркутская губерния) и т. д. В мае 1920 года назначен начальником Западно-Сибирского сектора ВОХР.

### Гражданская война в Крыму
4 июля 1920 года возвращён на должность начальника 51-й сд и получил приказ о переброске дивизии на Южный фронт на борьбу с Русской армией П. Н. Врангеля.
На 15 июля 1920 года дивизия имела в наличии: комсостава и лиц административно-хозяйственной службы — 1276, бойцов пехоты — 10 596, бойцов вообще — 1044. Из вооружения: винтовок — 12 139, сабель — 1179, пулемётов — 201, бомбомётов — 6, орудий 3-х дюймовых — 24, тяжёлых — 8, автоматических ружей Люиса, Шоша и других — 41; на подвижных складах артснабдива: винтовок 3-линейных пехотного образца — 1582, то же драгунского образца — 281, пулемётов — 2, автоматических ружей — 3, шашек — 31.
Дивизия разгружалась на станции Апостолово с 7 августа 1920 года и двигалась вслед за 52-й и Латышской дивизией на левый берег Днепра. Она сосредоточилась во втором эшелоне и приступила к созданию обороны в районе Каховки. Проявил себя как мыслящий и талантливый полководец, особо отличившись в боях в Северной Таврии за Каховский плацдарм и в Крыму в Перекопско-Чонгарской операции. Блюхер неудовлетворительно оценил операцию по наступлению с 6 на 7 августа 1920 года. Он считал её преждевременной и плохо подготовленной. В докладной записке командующему армией И. П. Уборевичу он выражал своё недовольство тем, что наступление началось, не дождавшись полного позиционного сосредоточения 51-й дивизии, равнявшейся по численности почти всей наступавшей группе. Неоправданная поспешность с открытием боевых действий не позволила достичь решающего превосходства в силах над врагом. Критическое замечание начдива 51-й не понравилось командарму, и это, по-видимому, сказалось на последующих отношениях Уборевича с Блюхером.
В период второго наступления войск 13-й армии, в конце августа, её части вышли в район Серогозы. Здесь они столкнулись с очень боеспособным врангелевским конным корпусом И. Г. Барбовича. В упорных и кровопролитных боях, развернувшихся в районе Серогозы, полки 51-й дивизии нанесли конникам Барбовича значительные потери и организованно отошли на исходное положение Каховского плацдарма. По свидетельствам командования 13-й армии, попытка Врангеля с 8 по 14 октября нанести решающий удар по Красной Армии в районе Кичкаса и Каховского плацдарма закончилась провалом. Во время атаки плацдарма белые потеряли все свои танки — они были либо уничтожены, либо захвачены частями 51-й дивизии.
27 октября 1920 года по частям дивизии был объявлен приказ о наступлении на Перекоп. К полудню 29 октября полки 152-й бригады вышли на исходные позиции в 8-6 километрах от Турецкого вала. Утро 31 октября застало бойцов 152-й бригады в 250—300 метрах от вала. Огневая бригада при поддержке 152-й бригады атакует восточную часть вала, но под сильным огнём противника залегает перед проволочным заграждением. Было ясно, что усилиями только Перекопской группы, без согласованного наступления других частей 6-й армии через Сиваш взять Перекоп не удастся. Поэтому в ночь на 2 ноября части группы были отведены на 7-8 километров к северо-западу от вала. В ночь с 7 на 8 ноября 15-я, 52-я дивизии, 153-я и Отдельная бригады 51-й дивизии двинулись в атаку Литовского полуострова через Сиваш. В девятом часу, когда туман рассеялся, все 65 орудий 51-й дивизии открыли беглый огонь по Турецкому валу и оборонявшей его Корниловской дивизии. В 12 часов в бой пошла первая волна. Полки Огневой и 152-й бригад с 453-м полком ринулись на штурм. Через час пошла вторая волна наступающих. Блюхер приказывает пустить перед пехотой третьей волны броневики, а затем на помощь третьей волне четвёртую. В 3 часа ночи 9 ноября 1920 года неприступный Перекоп пал.
В ночь на 11 ноября 151-я бригада захватывает почтовую станцию. Все резервы 51-й дивизии брошены к Юшуни. Между тем, белые потеснили 15-ю и 52-ю дивизии и создали угрозу городу Армянску. 151-я бригада 51-й дивизии, отбив контратаку марковцев и дроздовцев, при поддержке Латышской дивизии в 9 часов захватывает железнодорожную станцию Юшунь. 15 ноября 51-я дивизия заняла город Севастополь, на следующий день — Ялту.
Из всех соединений и частей, участвовавших в боях за Крым, дивизия Блюхера понесла самые большие потери.
51-я дивизия в последних боях против Врангеля покрыла себя неувядаемой славой. Невзирая на тяжёлые жертвы, в обстановке невероятных лишений, она до конца выполнила свой долг перед Республикой и, потеряв 75 % состава, штурмом овладела всеми линиями обороны противника, пробив своей грудью дорогу в Крым.М. В. Фрунзе
По завершении боевых действий 51-я дивизия расположилась на отдых и пополнение в районе города Симферополя. Командующий фронтом предоставил Блюхеру для восстановления сил длительный отпуск.
На службу Василий Константинович вернулся в феврале 1921 года. Дивизия дислоцировалась в Одесской губернии, и Блюхер был назначен начальником гарнизона Одессы и начальником войск Одесской губернии.

### Военный министр Дальневосточной Республики
27 июня 1921 года назначен председателем Военного совета, главнокомандующим Народно-революционной армии Дальневосточной республики и военным министром ДВР. Членами Военного совета стали М. И. Губельман и В. И. Буров. Провёл реорганизацию НРА ДВР, укрепил дисциплину и одержал победу, взяв Волочаевский укреплённый район. На 1 июля 1921 года численность Народно-революционной армии по штатам определялась в 198 тысяч человек. В действительности же в армейских частях было только 76 тысяч. Республика не располагала ни финансовыми, ни материально-техническими средствами для содержания не только штатного, но и наличного состава армии.
В конце лета 1921 года перед Блюхером на одно из первых мест встала борьба с войсками барона Унгерна. Совместными усилиями НРА ДВР и Красной Армии Советской России части Унгерна вынуждены были отступить в Монголию. По просьбе временного монгольского правительства войска ДВР пересекли монгольскую границу и совместно с монгольской Народно-революционной армией освободили Ургу.
В августе 1921 года в городе Дайрене (ныне Далянь), открылась русско-японская конференция (закрылась в апреле 1922 года), где шли переговоры между Дальневосточной республикой и Японией об эвакуации японских войск с Северного Сахалина, из Приморья и Николаевска-на-Амуре. Находясь в Дайрене, 5 декабря 1921 года Блюхер получил шифрованную телеграмму в которой сообщалось о том, что так называемая бело-повстанческая армия генерала Молчанова перешла в наступление на станцию Уссури и, смяв немногочисленные части народоармейцев, заняла её. Поэтому он поставил перед заместителем председателя Совета министров Фёдором Николаевичем Петровым вопрос о своём отъезде с конференции. «Мне нужно на фронт. Необходимо остановить Молчанова. Чем быстрее мы разобьём белогвардейцев, тем быстрее японцы примут наши предложения о выводе своих войск».
Для оперативного руководства борьбой с Бело-повстанческой армией генерала Молчанова был создан штаб и военный совет Восточного фронта во главе с командующим С. М. Серышевым и членами военного совета П. П. Постышевым и Б. Н. Мельниковым. На фронт перебрасывались из Забайкалья 1-я отдельная Читинская стрелковая трёхполковая бригада и Троицко-Савский кавполк. Все имевшиеся в республике запасы тёплого обмундирования, продовольствия, боеприпасов были направлены в сражающиеся с белогвардейцами части. 22 декабря 1921 года бело-повстанцы заняли город Хабаровск.
В ночь на 28 декабря 1921 года бело-повстанческие части Поволжской бригады под командованием генерала Сахарова начали наступление на станцию Ин с целью окружить и уничтожить гарнизон красных. Камский стрелковый полк обошёл с севера правый фланг народоармейцев. Уфимский кавалерийский совершил стремительный рейд с юга. Основные силы бригады — Уфимский и Волжский пехотные полки ударили в лоб по станции, вдоль линии железной дороги, но были остановлены. Инский бой имел большое значение для народоармейцев. Была одержана первая победа над бело-повстанческой армией. Белые отступили к станции Ольгохта и спешно стали укреплять свои позиции в районе Волочаевки.
28 января 1922 года для непосредственного руководства боевыми операциями на станцию Ин прибыл Блюхер вместе с полевым штабом. Датой начала наступления намечалось 10 февраля 1922 года. Штаб готовил, по плану Блюхера, выдвижение двух групп. Одна группа — Инская (Сводная стрелковая бригада Покуса и партизанские отряды) — наносила удар по Волочаевке по правому флангу и в случае успеха должна была преследовать противника до Хабаровска. Другая — Забайкальская (ею руководил Томин) в составе 1-го и 2-го Читинских пехотных полков, Троицко-Савского кавдивизиона, лёгкого артиллерийского дивизиона и 1-й Отдельной читинской бригады — действовала по левому флангу в направлении на Верхне-Спасскую и Нижне-Спасскую и в последующем на посёлок Казакевичево. В ночь на 10 февраля войска НРА начали развёртываться, затем весь день шёл бой. К 17 часам все атаки частей Инской группы белые отбили, потери Инской группы НРА: 428 человек убитыми, ранеными и замёрзшими. В ночь подразделения народоармейцев, участвовавшие в дневном бою, отошли от линии проволочных заграждений на 600—500 метров. Мороз достигал 42 градусов по Цельсию — начались обморожения. Забайкальская группа войск Томина, выдвинувшаяся с Ольгохты, заняла посёлок Забеловский, выбила противника с разъезда Поперечная. В течение дня она вела упорные бои за овладение селениями Верхне-Спасское и Нижне-Спасское; к вечеру они были взяты. Инская группа 11 февраля наступление не возобновила, а 12 февраля после боя войска Молчанова оставили станцию и посёлок Волочаевку, спешно проскочили Хабаровск, боясь быть отрезанными от спасительной для них «нейтральной зоны», контролируемой японцами. Обходная колонна Забайкальской группы Томина нанесла удар по левому флангу бело-повстанцев и угрожала закрыть им путь в Приморье. Молчановские части задержались у станций Розенгартовка и Бикин. Здесь они оказали народоармейцам упорное сопротивление, но, потерпев поражение, откатились на юг.
Значимость Волочаевской наступательной операции современники сравнивали с Перекопской операцией. Был нанесён окончательный удар по белогвардейским войскам на Дальнем Востоке.
За особо проявленные мужество и героизм 6-й стрелковый полк был награждён орденом Красного Знамени и переименован впоследствии в 4-й ордена Красного Знамени Волочаевский полк. Орденом Красного Знамени был также награждён бронепоезд № 8.
После боёв под Волочаевкой Блюхер был отозван в Москву, его заменил И. П. Уборевич.

### Петроградский военный округ

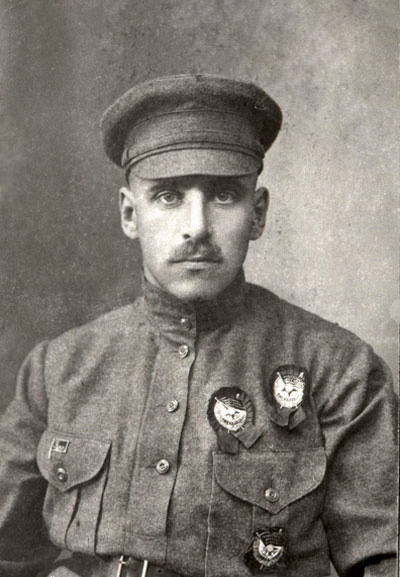
Командир 1-го стрелкового корпуса Красной Армии, 1922

В этот период Блюхер обращался к заместителю председателя Реввоенсовета Э. М. Склянскому с просьбой направить его на учёбу в военный вуз, но эта просьба не была удовлетворена.
26 августа 1922 года он был назначен командиром-комиссаром 1-го стрелкового корпуса, формировавшегося из дивизий, оказавшихся после Гражданской войны на территории Петроградского военного округа (вступил в должность 30 сентября 1922 года). 27 апреля 1923 года назначен временно исполняющим должность начальника гарнизона города Петрограда с исполнением обязанностей командира 1-го стрелкового корпуса. На этот пост Блюхер был выдвинут как один из наиболее преданных делу революции командиров (ещё свежа была память о Кронштадтском восстании, хотя сам Блюхер в подавлении восстания не участвовал).
Блюхер был избран членом Петросовета и членом ВЦИК: Всероссийского Центрального Исполнительного Комитета. В конце октября 1922 года, участвуя в работе IV сессии ВЦИК девятого созыва, Блюхер впервые увидел Ленина, познакомился с Орджоникидзе, Каменевым, Троцким, Енукидзе, Гусевым.
Маршал Советского Союза Георгий Жуков так вспоминал о неожиданном посещении его полка комкором Блюхером:

Я много о нём слышал, но встретились мы впервые... Я был очарован душевностью этого человека... Легендарный герой был идеалом для многих. Не скрою, я всегда мечтал быть похожим на этого замечательного большевика, чудесного товарища и талантливого полководца...
— Великанов Н. Т. Блюхер. — М.: Молодая гвардия, 2010. — 317 с.
6 сентября 1923 года был отозван в Москву в распоряжение начальника военной и морской инспекции Гусева для работ по заданиям инспекции, где пробыл до февраля 1924 года.
В 1924 году назначен комендантом Ленинградского укрепрайона с исполнением обязанностей командира-комиссара 1-го стрелкового корпуса. Осенью 1924 года, в связи с отбытием Блюхера в Китай, на должность командира-комиссара 1-го стрелкового корпуса был назначен М. В. Сангурский.

### В Китае
Осенью 1924 года советское руководство командировало Блюхера в Китай в качестве главного военного советника Сунь Ятсена.
Блюхер прибыл в китайский порт Гуанчжоу в конце октября 1924 года на советском военном корабле «Воровский» под псевдонимом генерал (цзян-цзюнь) З. В. Галин (производное от имён дочери Зинаида, сына Всеволода и жены Галины). На борту корабля состоялась его многочасовая беседа с Сунь Ятсеном, на которой были определены первоочередные задачи миссии военных советников. Оснащение китайской армии советским вооружением стало одной из важнейших забот Блюхера. За небольшой промежуток времени правительство Сунь Ятсена получило 40 тысяч винтовок, около 42 миллионов патронов, 48 орудий, 12 горных пушек, более 10 тысяч ручных гранат, 230 пулемётов, 18 бомбомётов, 3 самолёта и другое вооружение. По инициативе Блюхера был создан Военный Совет при ЦИК Гоминьдана в составе: Ляо Чжункая, Ху Ханьминя, генералов Сюй Чунчжи, Чан Кайши, Ян Симиня и, в качестве советника, В. В. Уральского (Блюхера).
На очередном военном совете Блюхер изложил свой план Восточного похода. Суть его заключалась в немедленной организации контрнаступления лучших соединений Национально-революционной армии против генерала Чэнь Цзюнмина. Два корпуса юньнаньцев должны были двинуться по долине реки Дунцзян на Боло — Хэюань — Ухуа — Синин. Гуансийские войска под командованием генерала Лю Чжэньхуана должна была овладеть крепостью Вэйчжоу. Восточный поход начался 2 февраля и закончился 21 марта 1925 года. В этом походе Национально-революционная армия впервые одержала крупную победу. НРА захватила обширный район на побережье Южно-Китайского моря. Более семи тысяч солдат противника было взято в плен.
В Китае Блюхер часто болел; его беспокоили ранение времён Первой мировой и полученный здесь в Китае фотодерматит. К лету 1925 года болезни окончательно ослабили его здоровье. 23 июля 1925 года Блюхер убыл в Советский Союз на лечение.
В середине мая 1926 года Блюхер вновь приступил к исполнению обязанностей главного военного советника в Китае. 23 июня 1926 года на очередном заседании Военного Совета гоминьдановские генералы согласились с предложенным Блюхером изменением проекта плана Северного похода и отказались от немедленного движения в Цзянси. В новом плане в качестве основной задачи первого этапа похода определялось нанесение удара по армии У Пейфу. Конечная цель этого этапа военных действий — взятие Уханя. Общая численность войск НРА перед походом составила почти 100 тысяч человек. Этой силой цзян-цзюнь Галин намеревался разбить 270 тысяч хорошо вооружённых и обученных солдат чжилийской клики. Наступление началось в октябре 1926 года. Корпуса НРА атаковали Чжучжоу и Лилин и вскоре овладели ими. В результате почти суточного сражения они взяли станцию Денсичао, затем была взята Чанша. В ночь на 30 августа части НРА атаковали позиции противника на всех участках фронта и прорвали линии вражеской обороны. Утром они захватили Ханьян и Ханькоу. В начале октября 1926 года, неприступный Учан сдался. С овладением городами Ханькоу, Ханьяна и Учана была решена участь Уханя — важнейшего экономического и политического центра бассейна реки Янцзы. Провинции Хунань и Хубэй были освобождены.
Второй этап Северного похода начался в последних числах октября 1926 года. Он был назван третьей Цзянсийской операцией, план которой разработал Блюхер-Галин. В ходе Наньчанской операции корпуса НРА нанесли удары по району Дэань-Махуйлин, по городам Цзюцзян, Туцзян и железнодорожному узлу Наньчан. Цзянсийские войска были разбиты окончательно в первой декаде ноября. В плен взято около 40 тысяч солдат, захвачено огромное количество винтовок, пулемётов, несколько десятков орудий и другого вооружения. После освобождения провинции Цзянси НРА вступила в провинцию Аньхой и к концу ноября заняла её столицу — Аньцин. Сунь Чуаньфан с остатками своей армии отступил к Шанхаю и Нанкину.
В феврале 1927 года Галин-Блюхер и весь его штаб переехали из Ханькоу в Наньчан. 22 марта 1927 года войска НРА заняли Шанхай и Нанкин.
К периоду работы Блюхера в Китае относятся приказы РВСР № 664 и № 25/2 — 1927/1928 гг. о награждении его орденами Красного Знамени. В Центральном государственном архиве Советской Армии имеется протокол Китайской комиссии Политбюро ЦК ВКП(б) за номером 7 от 15.12.1926 г. о представлении Блюхера В. К. к ордену Красного Знамени, а также секретная поздравительная телеграмма наркома обороны Ворошилова: «Ханькоу. Бородину. Галину. 24 декабря 1926 г. Инстанция наградила Вас, Галина и Бородина, орденом Красного Знамени, сердечно поздравляю. Прошу предоставить список инструкторов, советников, заслуживающих награждения орденом Красного Знамени или другими наградами. Награждении орденами в прессе не сообщать. Мезенцев».
11 августа 1927 года Блюхер со своей новой семьёй отбыл в Москву. По приезде в Москву Блюхер сразу попал в руки врачей. Тут же был поставлен диагноз: себорейная экзема, остро выраженная неврастения и гипертонический криз. Блюхер не соглашался на госпитализацию и просил оставить его на домашнем режиме. Просьбу удовлетворили. В лечотделе предложили поехать продолжить лечение и одновременно отдохнуть на Кавказских Минеральных Водах, конкретно — в Железноводске.

### Украинский военный округ
В 1928—1929 годах служил помощником командующего Украинским военным округом И. Э. Якира.

### Особая Дальневосточная армия

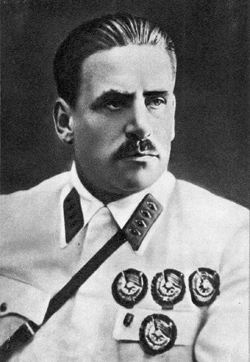
Командующий ОКДВА, 1930 год

6 августа 1929 года был назначен командующим Особой Дальневосточной армией.
В ответ на провокации белокитайцев была разработана Сунгарийская операция. Главным автором её был Блюхер, соавторами начальник штаба ОДВА А. Я. Лапин (Лыпиньш), командующий Амурской флотилией Я. И. Озолин (Озолинь), командир 2-й Приамурской стрелковой дивизии И. А. Онуфриев и авиатор Э. П. Карклин. Общая численность привлекаемых к операции сил составляла 1117 человек пехоты. Авиация имела 15 бомбардировщиков и 6 гидросамолётов. Амурская флотилия располагала 8 боевыми кораблями. Китайские части превосходили советские войска по численности почти в 20 раз.
29 октября 1929 года десантные отряды 2-й Приамурской дивизии погрузились на суда и двинулись к Сунгари. На рейд Лахасусу вошли без боя, китайские части отступили в сопки. Десант продолжил движение вверх по Сунгари. Сутки спустя корабли Амурской флотилии были у Фугдина. Противник, подготовившийся к обороне, открыл сильный огонь, однако канониры корабельных пушек заставили китайцев замолчать. Советская авиация потопила все суда Сунгарийской флотилии. Штурмовать город в лоб красноармейцы не стали, это привело бы к большим потерям. Были проведены стремительные обходные манёвры. В результате трёхчасового боя части гарнизона отступили, оставив Фугдин. 2 ноября Амурская военная флотилия вернулась в Хабаровск.
Чжалайнор-Маньчжурское направление к началу ноября 1929 года стало наиболее опасным. Сюда китайское командование стянуло шесть пехотных бригад, кавалерийскую дивизию, два бронепоезда, саперные и другие технические подразделения, а также несколько отрядов, сформированных из русских белогвардейцев. В целом эта группировка, возглавляемая генерал-лейтенантом Лян Чжуцзяном, насчитывала около 60 000 штыков и сабель. Лян хвастливо заявлял: он не сомневается в том, что разобьёт войска цзян-цзюня Галина и дойдёт до города Читы. Войскам Лян Чжуцзяна противостояли две стрелковые дивизии, кавбригада, кавдивизион, артиллерийский дивизион, сапёрный батальон, танковая рота, железнодорожная рота, три бронепоезда и легкобомбардировочная эскадрилья. И ещё в резерве, в читинском лагере, находилась 21-я Пермская стрелковая дивизия. Но она не была отмобилизована и содержалась по штатам мирного времени.
16 ноября 1929 года китайские войска при поддержке артиллерии попытались напасть на станицу Абагайтуевскую и разъезд № 86. Это стало официальным поводом для ответных боевых действий советской стороны. Маньчжуро-Чжалайнорская операция началась в ночь на 17 ноября 1929 года. По замыслу Блюхера обходной манёвр проводили 35-я Сибирская стрелковая дивизия, 5-я отдельная Кубанская кавалерийская бригада (под командованием К. К. Рокоссовского) и Бурят-Монгольский кавалерийский дивизион. В центре фронта держать противника должны 36-я Забайкальская и 21-я Пермская стрелковые дивизии. 5-я отдельная Кубанская кавалерийская бригада со своей задачей справилась: обойдя Чжалайнор, она отрезала китайские войска от Хайлара. К исходу 17 ноября 35-я Сибирская стрелковая дивизия, почти целиком уничтожив 14-й китайский полк, вплотную приблизилась к Чжалайнору, но овладеть городом не смогла. Ранним утром авиаразведка обнаружила крупные силы китайских войск, двигавшиеся от станции Цаган к осаждённому Чжалайнорскому гарнизону. Блюхер реагирует на это быстро и жёстко: он приказывает Вострецову поставить плотный огневой заслон подкреплению из Цагана и к 12 часам дня во что бы то ни стало взять Чжалайнор. Мощной артподготовкой цаганская «помощь» была остановлена. Одновременным штурмом 36-й стрелковой дивизии и подошедшими полками 35-й Чжалайнор к середине дня был захвачен. Остатки гарнизона попытались вырваться, но за городской чертой попали под клинки Кубанской кавбригады.
Красные полки вновь штурмовали сильно укреплённые позиции. Здесь по рекомендации командарма, как и под Перекопом, Волочаевкой, успешно применялся блюхеровский метод прорыва обороны противника волнообразными атаками. Первый эшелон атакующих занимал окопы переднего края, забрасывал гранатами блиндажи и, не задерживаясь, шёл вперёд, вглубь обороны противника. Очистка блиндажей от вражеских солдат, подавление локальных очагов сопротивления производилась вторым и третьим эшелонами.
Чжалайнор занят 18 ноября 1929 года, Маньчжурия — 20 ноября 1929 года. В плен попал весь штаб Чжалайнор-Маньчжурской группировки во главе с Лян Чжуцзяном. Советские потери: убитых — 123, раненых — 605 человек. К этому времени сводная группа Лапина разгромила в Приморье гарнизон Мишань-фу. Были захвачены штабы 1-й Мукденской кавалерийской дивизии и 1-й стрелковой бригады. В боях там было уничтожено более тысячи солдат и офицеров противника.
Маньчжурский правитель маршал Чжан Сюэлян обратился к советским властям с предложением срочно начать переговоры об урегулировании советско-китайского конфликта на КВЖД. 22 декабря в Хабаровске состоялось подписание советско-китайского протокола о восстановлении положения на КВЖД. ОДВА за доблестные действия по защите Родины была награждена орденом Красного Знамени и отныне именовалась Особая Краснознамённая Дальневосточная армия. Ордена Красного Знамени удостоились свыше 500 командиров и красноармейцев, участвовавших в боях против китайских войск. За победу на КВЖД в мае 1930 года Блюхер награждён орденом Красной Звезды за № 1. В 1931 году награждён орденом Ленина за № 48.

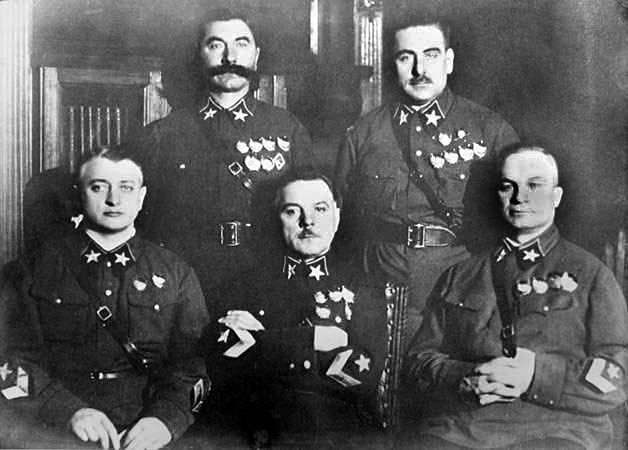
Первые пять маршалов Советского Союза после введения этих персональных званий для высшего командного состава РККА Постановлением ЦИКа и СНК СССР от 22 сентября 1935 года. Слева направо сидят: Тухачевский, Ворошилов, Егоров; стоят: Будённый и Блюхер)

В июне 1930 года открылся XVI съезд ВКП(б), делегатом которого большевики Дальневосточного края избрали Блюхера. От имени РККА ему было поручено приветствовать съезд.
Осенью 1932 года Блюхер почувствовал себя плохо: снова обострение старых болезней. По настоянию доктора Ф. С. Малышева в конце октября он уехал в Москву на лечение в Кремлёвскую больницу. 9 декабря 1932 года Блюхера под псевдонимом Всеволод Васильевич Сибирцев направили в Германию для более глубокого медицинского обследования. Но заметных результатов поездка в Берлинский госпиталь не принесла — точного диагноза там не установили, и поэтому лечение в основном было таким же, что и в Кремлёвской больнице. Вернулся он в Хабаровск в январе 1933 года.
В своей книге «Я был агентом Сталина» разведчик Вальтер Кривицкий пишет:

В 1933 году маршал Блюхер... направил Сталину ультиматум, в котором говорилось, что пока крестьяне Восточной Сибири не будут освобождены от существующей жесткой регламентации, он не может считать себя ответственным за оборону Приморского края и Приамурья от нападения японцев. Положение Сталина у власти было в то время настолько шатким, что он был вынужден сделать уступки крестьянам областей, находящихся в пределах округа под командованием Блюхера.
— Кривицкий В. Г. Я был агентом Сталина. — М.: Директ-Медиа, 2014. — 269 с.
В феврале 1934 года на XVII съезде ВКП (б) Блюхер избран кандидатом в члены ЦК ВКП(б). На октябрьском Пленуме ЦК 1937 года переведён в члены ЦК ВКП (б).
4 мая 1935 года начальник штаба РККА Егоров сообщил Ворошилову, что Блюхеру была отправлена оперативная директива о действиях ОКДВА в случае войны с Японией. Документы были доставлены Блюхеру 25 марта, и до 6 апреля он изучал все отправные данные для сосредоточения войск. Но «окончательное решение о группировке по направлениям Блюхер до 17 апреля не принимал, так как с 7 апреля заболел известной Вам „болезнью (ушёл в запой)“. Это решение было принято только 29 апреля». Блюхер не справлялся с командованием такой огромной группировкой как ОКДВА, так как не имел военного образования и опыта командования большой массой войск. 
22 сентября 1935 года постановлением Центрального исполнительного комитета СССР и Совета народных комиссаров СССР «О введении персональных военных званий начальствующего состава РККА» для личного состава Рабоче-крестьянской Красной армии (РККА) и Рабоче-крестьянского Красного флота (РККФ) были учреждены персональные воинские звания. Высшим являлось звание маршала Советского Союза.
21 ноября 1935 года оно впервые было присвоено военачальникам, проявившим себя в гражданской войне: К. Е. Ворошилову, А. И. Егорову, М. Н. Тухачевскому, В. К. Блюхеру и С. М. Будённому.
С осени 1936 года в НКВД СССР на Блюхера начали поступать «агентурные сведения об участии в заговоре», в которых, в частности, утверждалось, что Блюхер якобы намерен добиваться отделения Дальнего Востока от СССР. Эти «агентурные сведения» о Блюхере были отосланы Ежову для ЦК ВКП(б) (сентябрь 1936 и февраль 1937).
С 25 ноября по 5 декабря 1936 года в Москве заседал Чрезвычайный VIII-й съезд Советов Союза ССР. 5 декабря 1936 года он принял Конституцию СССР. Среди участников съезда был Блюхер.
31 мая 1937 года Блюхер в Москве посетил на его квартире (Большой Ржевский переулок № 11) заболевшего члена ЦК ВКП (б), начальника Политического управления Рабоче-Крестьянской Красной Армии, армейского комиссара 1-го ранга Я. Б. Гамарника, своего давнего знакомого по Дальнему Востоку. В тот же день Я. Б. Гамарник застрелился.
В начале июня 1937 года Пленум Верховного суда СССР постановил для рассмотрения дела маршала М. Н. Тухачевского и других образовать Специальное судебное присутствие Верховного суда СССР в составе председательствующего В. В. Ульриха и членов Я. И. Алксниса, В. К. Блюхера, С. М. Будённого, Б. М. Шапошникова, И. П. Белова, П. Е. Дыбенко, Н. Д. Каширина и Е. И. Горячева[41].
2 июня 1937 года, выступая на расширенном заседании военного совета с участием членов Политбюро ЦК ВКП(б), Сталин дал такую характеристику маршалу Блюхеру:

...Блюхер отличный командующий, знает свой округ и ведёт большую работу по воспитанию войск.
— Великанов Н. Т. Блюхер. — М.: Молодая гвардия, 2010. — 317 с.
11 июня 1937 года Военная коллегия Верховного суда СССР под председательством В. В. Ульриха приговорила обвиняемых к смертной казни. Приговор привели в исполнение на следующий день. Блюхер входил в состав Специального судебного присутствия, осудившего на смерть группу высших советских военачальников по «Делу Тухачевского» (июнь 1937).
В начале августа 1937 года в Хабаровск прибыл присланный Ежовым комиссар государственной безопасности 3-го ранга Г. С. Люшков. Он сменил на должности начальника Управления НКВД по Дальневосточному краю Т. Д. Дерибаса. Впоследствии, 13 июня 1938 года Люшков перешёл границу в районе Ханчунского погранполицейского отряда и сдался японским властям, он подробно рассказал о дислокации советских войск, о кодах, применявшихся в военных сообщениях, передал шифры радиосвязи и оперативные документы.
12 декабря 1937 года Блюхер был избран депутатом Совета Союза Верховного Совета СССР 1-го созыва по Ворошиловскому избирательному округу Дальневосточного края. В январе 1938 года на первой сессии избран членом Президиума Верховного Совета СССР.
28-31 мая 1938 года в Москве проходили заседания Главного военного совета. Блюхер выступил на нём с большим докладом. 7 июня ему вручён второй орден Ленина (награждён Указом от 22 февраля в числе командного и начальствующего состава РККА в связи с XX годовщиной Рабоче-Крестьянской Красной Армии и Военно-Морского Флота).
В середине июня 1938 года, на место бежавшего из СССР начальника Управления НКВД по Дальневосточному краю Генриха Люшкова, был назначен старший майор госбезопасности Г. Ф. Горбач.
Согласно донесениям советского резидента в Японии Рихарда Зорге, перебежчика  Г. С. Люшкова допрашивали сначала японцы. Информацию, полученную от Люшкова,  они передали немецкому военному атташе подполковнику Шоллу. Поражённый ценностью сведений, он пишет донесение шефу  абвера адмиралу Канарису прислать в Токио специального сотрудника для работы с этой информацией. О предательстве Люшкова Зорге узнал одним из первых от самого Шолла, который безоговорочно доверял обаятельному «немецкому корреспонденту». Люшков критиковал политику Сталина, рассказывал о своих антикоммунистических настроениях, о дислокации советских войск на Дальнем Востоке и на Украине, о кодах, применявшихся в военных сообщениях, и об оппозиционно настроенной группе армейских лиц в ДВО. Запись допросов составила несколько сотен страниц, и Зорге, сначала не придавший большого значения инциденту с перебежчиком, сфотографировал лишь половину отчета германского полковника, радировав основное содержание показаний ещё в конце лета 1938 г. В этом документе содержалось подтверждение ранее отосланной Зорге записке  касательно Блюхера от 14 декабря 1937 г. Говоря о недооценке японцами военной мощи СССР, разведчик сообщил:  "Ведутся, например, серьезные разговоры о том, что есть основания рассчитывать на сепаратистские настроения маршала Блюхера, а потому в результате первого решительного удара можно будет достигнуть с ним мира на благоприятных для Японии условиях".

#### Хасанские бои
С 1 июля 1938 года приказом Ворошилова Особая Краснознамённая Дальневосточная армия была преобразована в Дальневосточный фронт, командующим фронтом назначен Блюхер. Были сформированы две армии: 1-я Приморская армия и 2-я отдельная краснознамённая армия.
20 июля 1938 года японское правительство предъявило СССР ультиматум о передаче Японии части территории СССР у озера Хасан, ультиматум был отвергнут.
Утром 29 июля 1938 года две японские роты перешли государственную границу, атаковав советский пограничный пост на высоте Безымянная, обороняемый 11 пограничниками. В ходе ожесточённого боя им удалось овладеть высотой, однако подошедший резерв пограничников и стрелковая рота выбили японцев.
29 июля 1938 года начались боевые действия у озера Хасан, командование войсками принял на себя Г. М. Штерн. В. К. Блюхер прибыл в Посьет и принял на себя командование войсками 2 августа 1938 года. Приняв командование, он отдал 40-й стрелковой дивизии приказ атаковать японские войска, не пересекая линию государственной границы. В результате допущенных ошибок советские войска понесли большие потери и смогли добиться успеха лишь к 10 августа. Главный военный совет (К. Е. Ворошилов, С. М. Будённый, В. М. Молотов, И. В. Сталин и другие) отметил, что у озера Хасан выявились «огромные недостатки в состоянии Дальневосточного фронта». Блюхера среди прочего обвинили в том, что он «не сумел или не захотел по-настоящему реализовать очищение фронта от врагов народа». Только при И. Р. Апанасенко (который был назначен командующим фронтом в начале 1941 года) была ликвидирована опасность окружения фронта: до этого единственной «артерией» снабжения была железная дорога, сообщение по которой легко было перерезать небольшой группой диверсантов. Апанасенко же рекордными темпами построил параллельную автомобильную дорогу, значительно повысив боеготовность Дальневосточного фронта. Дорога от Хабаровска до станции Куйбышевки-Восточной была готова к 1 сентября 1941 года.
В 3 часа утра 31 июля японцы открыли артиллерийский огонь и силами двух пехотных полков перешли в наступление на высоты Заозёрная и Безымянная, которые и были ими заняты после четырёхчасового боя. Произошло это в основном из-за того, что не было принято действенных мер для поддержки пограничников полевыми войсками, которые в этот момент находились в 30-40 км от района боёв.
1 августа войска получили от Блюхера приказ атаковать противника, не ожидая подхода главных сил. Но штурм провалился.
Выдержка из протокола заседания Главвоенсовета: «Только после приказания т. Блюхеру выехать на место событий т. Блюхер берётся за оперативное руководство. Но при этом более чем странном руководстве он не ставит войскам ясных задач на уничтожение противника, мешает боевой работе подчинённых ему командиров, в частности командование 1-й армии фактически отстраняется от руководства своими войсками без всяких к тому оснований; дезорганизует работу фронтового управления и тормозит разгром находящихся на нашей территории японских войск. … т. Блюхер, выехав к месту событий, всячески уклоняется от установления непрерывной связи с Москвой, несмотря на бесконечные вызовы его по прямому проводу народным комиссаром обороны. Целых трое суток при наличии нормально работающей телеграфной связи нельзя было добиться разговора с т. Блюхером. Вся эта оперативная „деятельность“ маршала Блюхера была завершена отдачей им ... приказа о призыве ... 12 возрастов. Этот незаконный акт явился тем непонятней, что Главный военный совет в мае с. г., с участием т. Блюхера и по его же предложению, решил призвать в военное время на Дальнем Востоке всего лишь 6 возрастов. Этот приказ т. Блюхера провоцировал японцев на объявление ими своей мобилизации и мог втянуть нас в большую войну с Японией. Приказ был немедля отменён».
Выбить японские войска с занятой территории было поручено 39-му стрелковому корпусу. 2-3 августа была предпринята попытка взять обратно захваченные высоты, которая вновь закончилась неудачей.
6 августа, подтянув дополнительные силы, советские войска перешли в решительное наступление. Боевые действия шли при полном господстве в воздухе авиации СССР. Вечером 6 августа по японским позициям нанесли удар 60 тяжёлых четырёхмоторных бомбардировщиков ТБ-3. К 9 августа территория была освобождена от японцев, 10 августа японское правительство предложило начать переговоры, и 11 августа боевые действия между советскими и японскими войсками были прекращены.
В результате конфликта советская сторона потеряла убитыми, умершими от ран и пропавшими без вести 960 человек (потери комсостава составили 152 убитых командира и 178 младших командиров), ранеными и заболевшими — 3279 человек. Японские потери составили 650 человек убитыми и около 2500 ранеными.
31 августа 1938 года в Москве под председательством Ворошилова состоялось заседание Главного военного совета РККА в составе членов военного совета Сталина, Щаденко, Буденного, Шапошникова, Кулика, Локтионова, Блюхера и Павлова, с участием Председателя СНК СССР Молотова и зам. наркома внутренних дел Фриновского, рассмотревшее вопрос о событиях в районе озера Хасан и действиях командующего Дальневосточным фронтом.
В приказе народного комиссара обороны Союза ССР № 0040 4 сентября 1938 года было сказано «…Даже после получения указания от Правительства о прекращении возни со всякими комиссиями и расследованиями и о точном выполнении решений Советского правительства и приказов Наркома т. Блюхер не меняет своей пораженческой позиции и по-прежнему саботирует организацию вооружённого отпора японцам. Дело дошло до того, что 1 августа с. г. при разговоре по прямому проводу тт. Сталина, Молотова и Ворошилова с т. Блюхером, товарищ Сталин вынужден был задать ему вопрос: Скажите, т. Блюхер, честно, есть ли у вас желание по-настоящему воевать с японцами. Если нет у вас такого желания, скажите прямо, как подобает коммунисту, а если есть желание, я бы считал, что вам следовало бы выехать на место немедля…» Этим же приказом маршал Блюхер от должности командующего войсками Дальневосточного Краснознамённого фронта отстранён и оставлен в распоряжении Главного военного совета РККА.
Маршал И. С. Конев вспоминал:

Василий Константинович действовал на Хасане неудачно. К 1937 году маршал Блюхер был человеком, который по уровню своих знаний, представлений недалеко ушёл от времён Гражданской войны. Во всяком случае, такую небольшую операцию, как Хасанская, Блюхер провалил.
— 

### Арест и смерть
Блюхер был участником репрессий в РККА: 11 июня 1937 года он в числе прочих военачальников, включённых в состав суда, вынес смертный приговор по делу Тухачевского в составе  Специального судебного присутствия Верховного Суда СССР.
В начале 1938 года Блюхер поставил перед Сталиным вопрос о доверии к себе. Сталин заверил Блюхера, что полностью доверяет ему.
22 февраля 1938 года «в связи с XX годовщиной Рабоче-крестьянской Красной армии и Военно-морского флота, за выдающиеся успехи и достижения в боевой, политической и технической подготовке частей и подразделений Рабоче-крестьянской Красной армии» Блюхер был награждён вторым орденом Ленина.
Ожидая нового назначения, проживая при этом в Москве с семьёй в гостинице, Блюхер поставил в Наркомате обороны вопрос о предоставлении постоянной жилой площади. 24 сентября 1938 года семье Блюхера была выделена квартира в Доме правительства.
28 сентября 1938 года Блюхер с семьёй выехал на отдых и лечение в Сочи в пансионат «Бочаров Ручей». Проживал на даче Ворошилова.
Утром 22 октября 1938 года Блюхер был арестован на даче Ворошилова (ордер на арест № 1901 от 19 октября 1938 года подписан наркомом внутренних дел СССР Ежовым), там же была арестована его жена Глафира Лукинична и отдыхавший с ними брат Блюхера Павел. Арестованных разместили в разных купе служебного вагона маршала для доставки в Москву. 24 октября в 17 часов 10 минут с Курского вокзала их привезли на Лубянку во внутреннюю тюрьму НКВД СССР. Блюхера поместили в камеру № 93 и присвоили ему тюремный номер «11».
За восемнадцать дней пребывания Блюхера во внутренней тюрьме НКВД, со дня ареста и до кончины, его допрашивали 21 раз (с 26 октября 1938 года допросы проводились и в Лефортовской тюрьме). Семь допросов арестованного № 11 провёл лично первый заместитель наркома внутренних дел Лаврентий Берия, одиннадцать — начальник отделения ОО ГУГБ НКВД СССР старший лейтенант госбезопасности Иванов, три — оперуполномоченные ОО ГУГБ НКВД И. И. Головлёв и Д. В. Кащеев.
Из свидетельств одной из узниц тюрьмы НКВД С. А. Ариной-Русаковской:

Со мною вместе в камере находилась арестованная Кольчугина-Блюхер [вторая жена Блюхера]... Я узнала об очной ставке её с маршалом Блюхером. Кольчугина-Блюхер сказала, что Блюхер был до неузнаваемости избит и находился почти в невменяемом состоянии. Он наговаривал на себя чудовищные вещи. Блюхер был в растерзанном виде; он выглядел так, как будто побывал под танком...
— Великанов Н. Т. Блюхер. — М.: Молодая гвардия, 2010. — 317 с., ил. (Жизнь замечательных людей. Сер. биогр.; вып. 1217)
В подписанных Блюхером показаниях, датируемых 6—9 ноября 1938 года, содержится признание в участии в «антисоветской организации правых» и «военном заговоре», а также в саботаже в военной сфере, пьянстве на рабочем месте и моральном разложении.
Против Блюхера свидетельствовали родные и сослуживцы.
Из протокола допроса впоследствии расстрелянной первой жены Блюхера Галины Покровской:

Во время нашей супружеской жизни я видела, что хотя Блюхер был коммунистом, но коммунистических взглядов он не разделял... Он часто хвалил Троцкого... Он резко отрицательно говорил о военном командовании в Москве.
— Великанов Н. Т. Блюхер. — М.: Молодая гвардия, 2010. — 317 с., ил. (Жизнь замечательных людей. Сер. биогр.; вып. 1217)
Из протокола допроса впоследствии осуждённого брата Блюхера — капитана РККА Павла Константиновича Блюхера:

Прошу разрешить начать показания об антисоветской деятельности моего брата... Блюхер В. К. состоит в заговоре «правых» с 1930 года.
— Великанов Н. Т. Блюхер. — М.: Молодая гвардия, 2010. — 317 с., ил. (Жизнь замечательных людей. Сер. биогр.; вып. 1217)
Из протокола допроса впоследствии расстрелянного маршала Александра Егорова:

Впервые я узнал о Блюхере как участнике военного заговора в начале 1935 года от Гамарника...
— Великанов Н. Т. Блюхер. — М.: Молодая гвардия, 2010. — 317 с., ил. (Жизнь замечательных людей. Сер. биогр.; вып. 1217)
9 ноября 1938 года в 22 часа 45 минут в амбулаторию внутренней тюрьмы НКВД СССР на Лубянской площади города Москвы доставили арестованного без пульса и с прерывистым дыханием. Дежурный врач внутренней тюрьмы Е. Шакина ввела ему кофеин и камфорное масло. В 22 часа 50 минут Василий Константинович Блюхер скоропостижно скончался. Спустя два часа Меркулов приказал отправить труп Блюхера в морг Бутырской тюрьмы для судебно-медицинского вскрытия. По заключению судмедэкспертизы (вскрытие трупа производил эксперт Семёновский и военный врач 2-го ранга А.Л. Смолтуев в присутствии начальника внутренней тюрьмы НКВД старшего лейтенанта ГУГБ А. Н. Миронова и следователей старшего лейтенанта ГУГБ Иванова и младшего лейтенанта ГУГБ И. И. Головлёва), смерть маршала наступила от закупорки лёгочной артерии тромбом, образовавшимся в венах таза. Рано утром 10 ноября 1938 года труп Блюхера был перевезён в крематорий и предан кремации.
11 ноября 1938 года дело по обвинению Блюхера было прекращено по причине смерти обвиняемого.
10 марта 1939 года уже задним числом лишён звания маршала и приговорён к смертной казни за «шпионаж в пользу Японии» (в Дайрене Блюхер якобы занимался шпионской деятельностью в пользу Японии; активную помощь в этом ему оказывали Виктор Сергеевич Русяев и барон Георгий Николаевич Розен), «участие в антисоветской организации правых и в военном заговоре».

### Посмертная реабилитация
В сентябре 1955 года в Комитет партийного контроля при ЦК КПСС обратился с заявлением М. И. Губельман, бывший член Военного Совета ДВР (в 1921 году), который возглавлял В. К. Блюхер. Он просил КПК разобраться в деле Блюхера, считая, что легендарный маршал был необоснованно репрессирован. Такое же заявление подал Генеральному прокурору СССР заместитель министра автомобильного транспорта и шоссейных дорог СССР генерал армии А. В. Хрулёв.
Рассмотрев материалы дополнительной проверки и архивно-следственного дела на Блюхера, руководствуясь ст. 221 УПК РСФСР, полковник юстиции Я. П. Терехов 9 марта 1956 года постановил: «Решение НКВД СССР от 11 ноября 1938 года о прекращении дела по обвинению Блюхера Василия Константиновича за смертью обвиняемого отменить.
Тогда же реабилитированы и оставшиеся в живых члены его семьи.

## Воинские звания

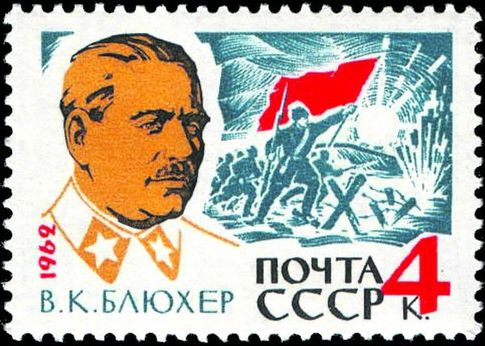
Почтовая марка СССР, 1962 год

- Рядовой (в царской армии) - 02.08.1914
- Унтер-офицер (в царской армии) - 09.02.1915
- Маршал Советского Союза — 20.11.1935[35]  (в Красной армии)

## Награды
- Георгиевская медаль IV степени № 140615, 27 января (9 февраля)  1915 года[36][37], как рядовой 19-го Костромского полка.
- Орден Ленина, дважды:

1. 11 июля 1931 года — «за многочисленные заслуги перед Родиной, за беззаветную преданность Коммунистической партии, за всю героическую деятельность на благо Советского народа»
2. 22 февраля 1938 года — «в связи с XX годовщиной Рабоче-Крестьянской Красной Армии и Военно-Морского Флота, за выдающиеся успехи и достижения в боевой, политической и технической подготовке частей и подразделений РККА»[38]

- Орден Красного Знамени РСФСР, трижды:
  - Постановление ВЦИК от 30 сентября 1918 года[39] № 1. Вручён 11 мая 1919 г специальным представителем ВЦИК в штабе 3-й армии на Восточном фронте;
  - Приказ РВС № 197 от 14 июня 1921 года — За выдающуюся храбрость, военный талант и организаторские способности, проявленные в борьбе с Дутовым и другими белогвардейцами в 1918 году; за отличия в боях на Восточном фронте 30-й стрелковой дивизии;
  - Приказ РВСР № 221 от 20 июня 1921 года — за отличия при штурме Перекопа 51-й стрелковой дивизией;
- Орден Красного Знамени СССР, дважды:
  - Приказ РВС СССР № 101 от 23 февраля 1928 года — в ознаменование 10-летия РККА[40];
  - Приказ РВС СССР № 664 от 25 октября 1928 года — за отличия при обороне Каховского плацдарма;
- Орден Красной Звезды № 1, 13 мая 1930 года
- Юбилейная медаль «XX лет Рабоче-Крестьянской Красной Армии» № 5657, 22 февраля 1938 года
- Нагрудный знак «5 лет ВЧК-ГПУ» № 773, 23 февраля 1932 года
- Реввоенсовет 1-й Конной армии приветствовал Блюхера как «красного вождя и победителя на Перекопе и Юшуне» и преподнёс ему золотые часы.
- Звёздочка красная именная
- Почётный краснофлотец Дальневосточной военной флотилии, 1930 год, приказ РВСР № 266/66
- Орден Красного Знамени (МНР, 1936)[41]
- Крест китайский № 1551.

## Сочинения
- Статьи и речи. — М.: Воениздат, 1963.

## Память
- Именем Блюхера названы:

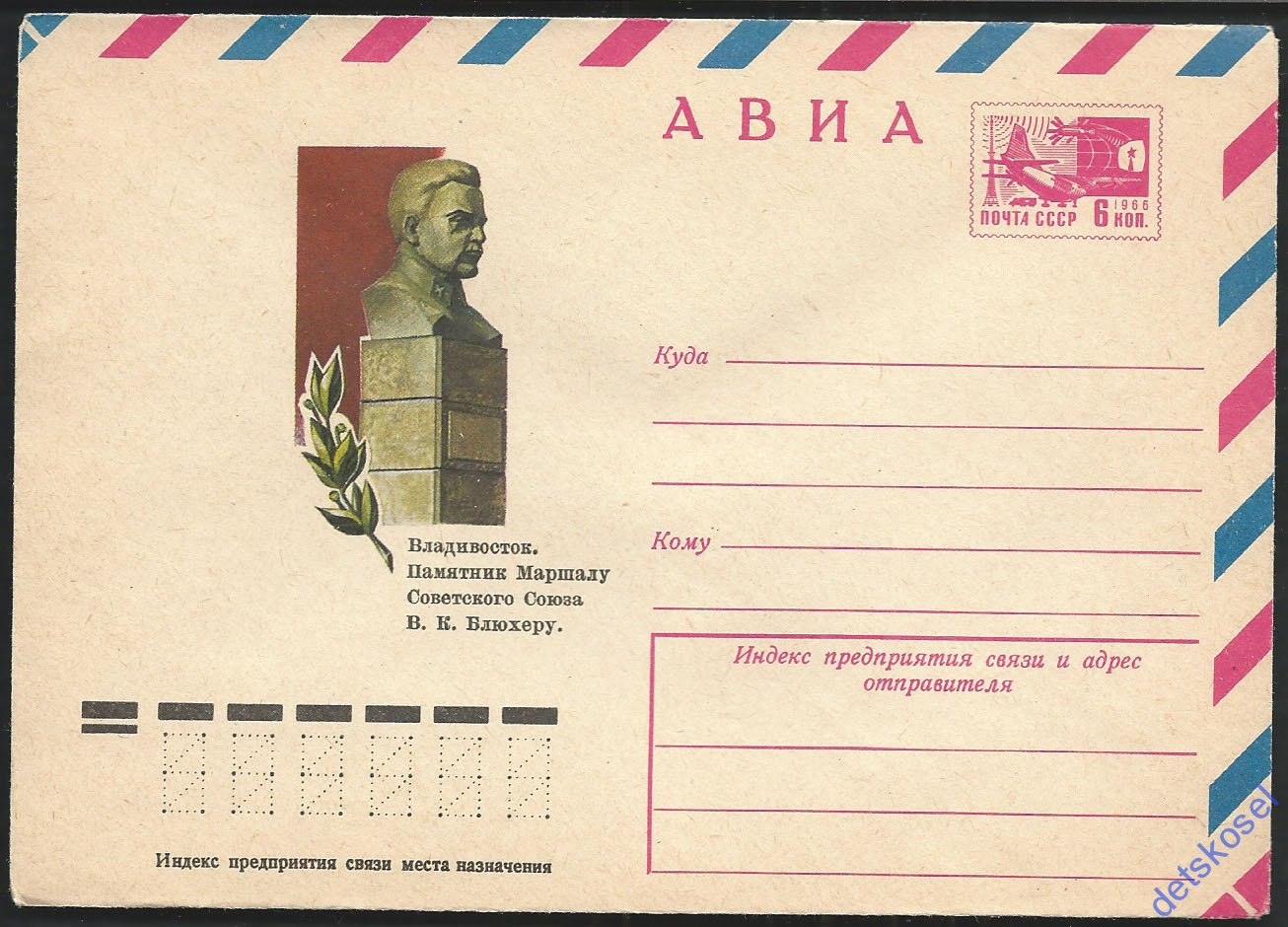
Почтовый конверт СССР, 1975

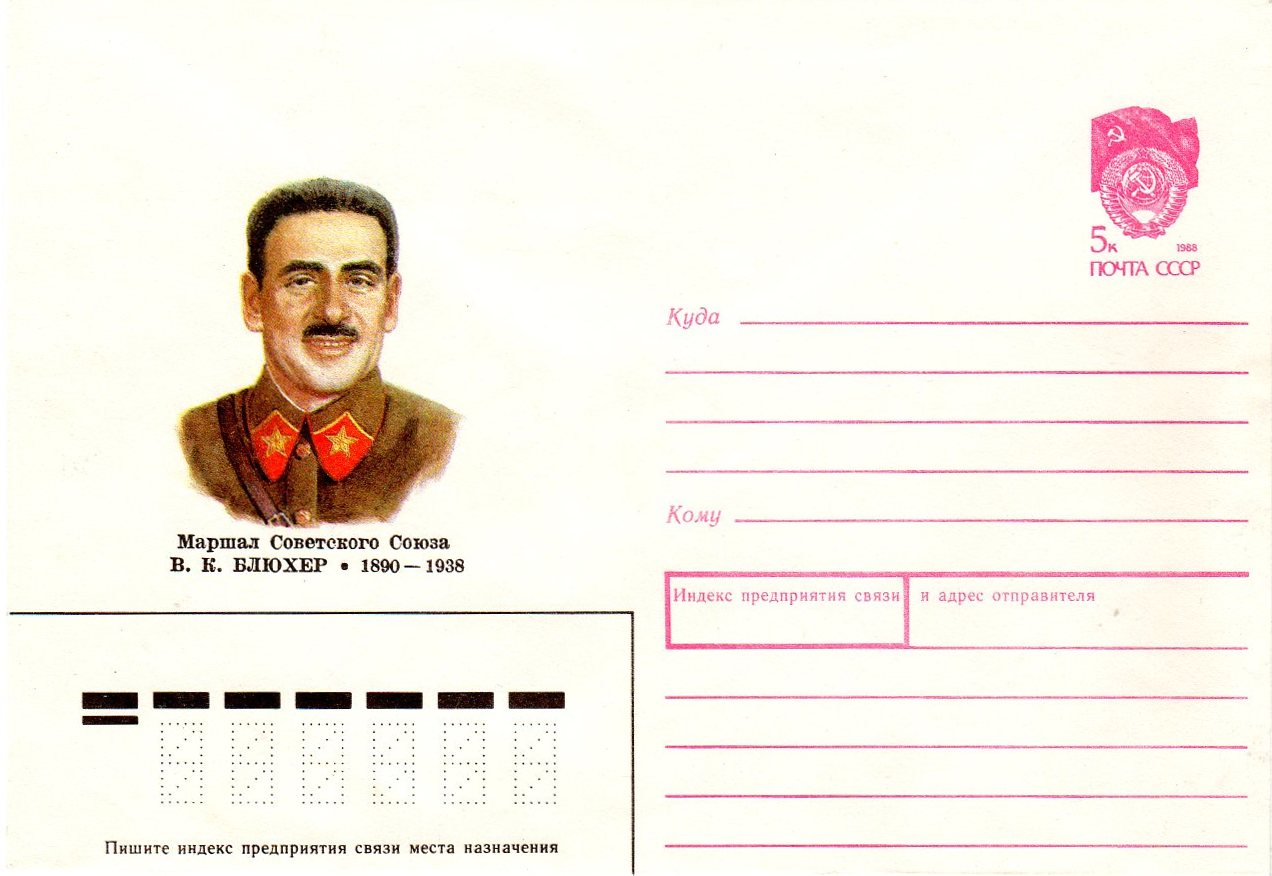
Почтовый конверт СССР, 1990

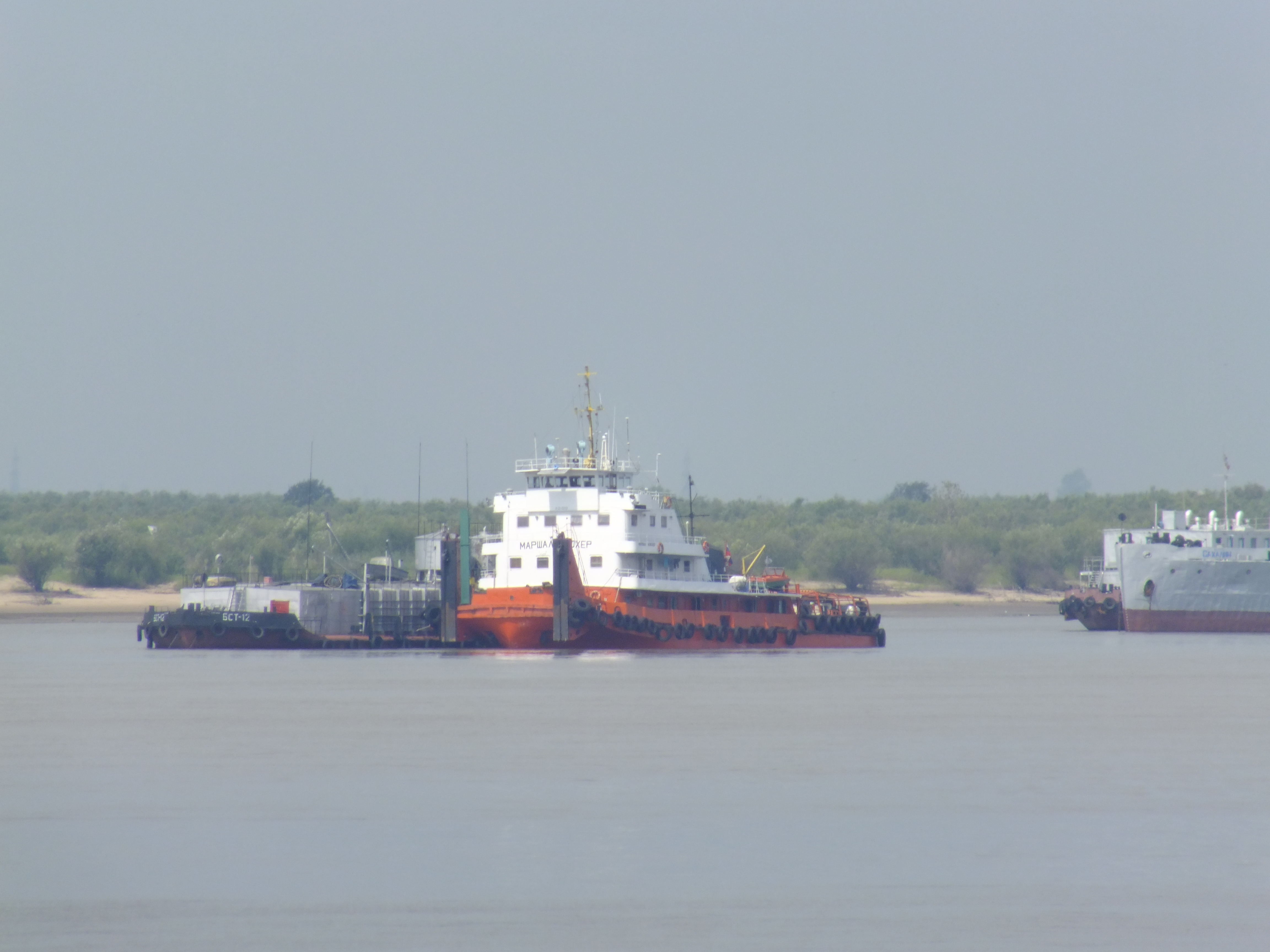
Буксир «Маршал Блюхер», Амурское речное пароходство.

  - Богоявленский переулок в Москве в 1930—1938 гг назывался Блюхеровским;
  - микрорайон им. Василия Блюхера (Спасск-Дальний, Приморский край);
  - улицы в Виннице (до 2016 года) , Верхнеуральске, Днепропетровске, Тюмени, Екатеринбурге, Каменске-Уральском, Запорожье, Иркутске, Ишимбае, Казани, Керчи, Киеве (до 2016 года), Кирове, Константиновке, Кривом Роге, Кургане, Мелитополе, Нижнем Новгороде, Новосибирске, Озёрске, Омске, Оренбурге, Охе, Перми, Петропавловске-Камчатском, Рыбинске, Самаре, Севастополе, Симферополе, Стерлитамаке, Белорецке, Уфе, Челябинске, Магнитогорске, Харькове (до 2015 года), Ялте, Ярославле, Темиртау (Карагандинская область), Кунгуре, Большом Камне, Славянке, Чегдомыне. Верхний Авзян
  - проспекты в Санкт-Петербурге и Уссурийске;
  - площадь и улица в Хабаровске.
  - улица в городе Калач-на-Дону (Волгоградская область).
- Также его именем названы:
  - школа № 52 г. Владивостока;
  - школа № 17 г. Владивостока;
  - средняя школа № 50 г. Комсомольска-на-Амуре;
  - Конзаводская средняя школа им. В. К. Блюхера в п. Ферма Пермского края;
  - кинотеатр г. Каховка (Херсонская область, Украина);
  - самый крупный в СССР речной буксир-толкач;
  - судно — плавконсервный завод «Василий Блюхер» на Дальнем Востоке.
  - Буксирный теплоход Амурского речного пароходства.
- Блюхер — ж/д станция в п. Славянка Приморский край
- Блюхерово (быв. Михайло-Семёновское) — ныне село Ленинское, Еврейская автономная область
- Блюхерово — ныне село Чкалово, Тайыншинский район Северо-Казахстанской области
- Блюхерово — ныне дачный посёлок Чапаевка Хабаровский край

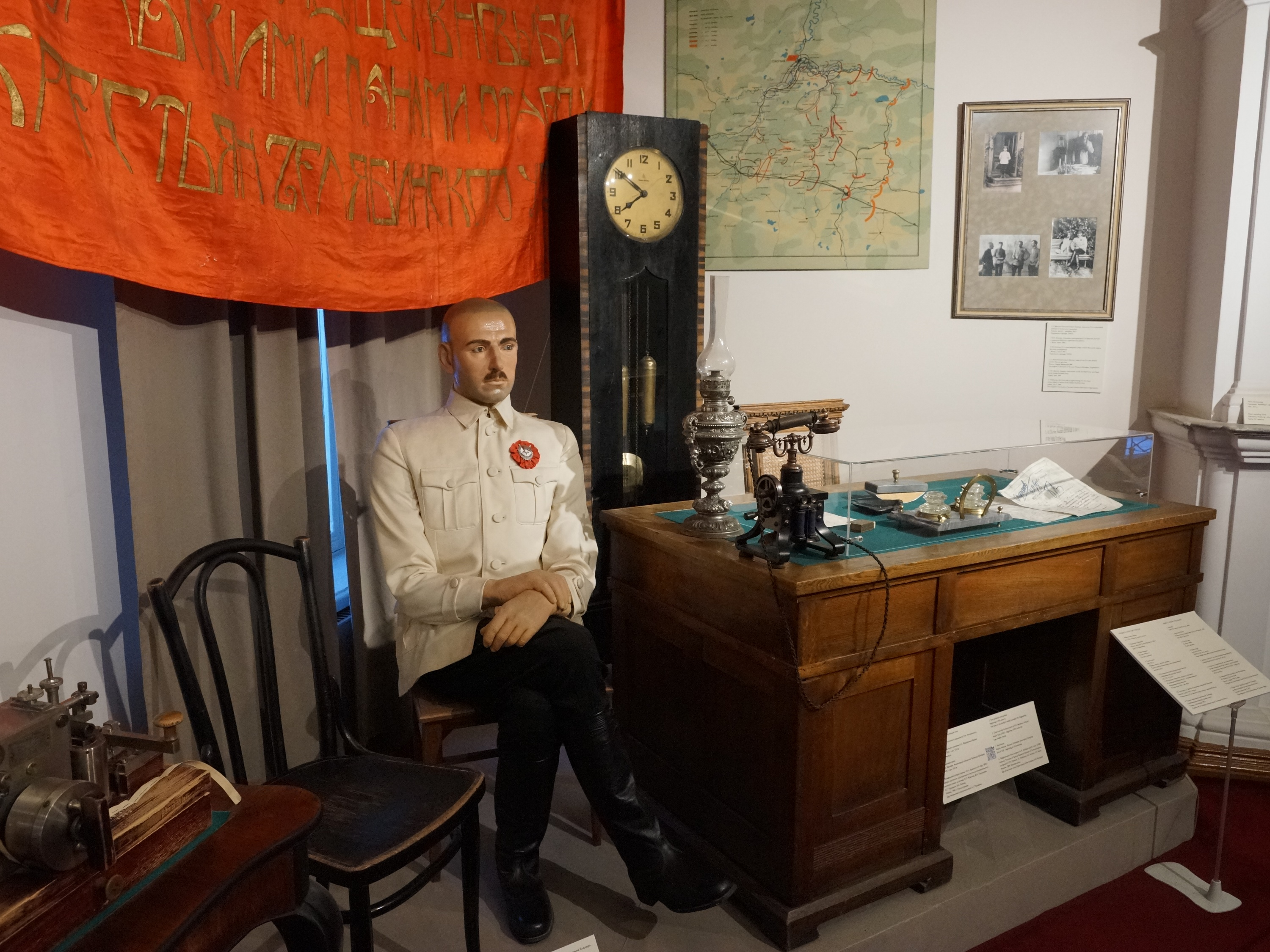
Зал начдива Василия Блюхера в Музее «Усадьба Колокольниковых» (Тюмень)

- мемориальная доска в Чите-ул.Пушкина,3 на доме, где он жил в 1921-1922 гг.Зал начдива Василия Блюхера в Музее «Усадьба Колокольниковых» (Тюмень)В феврале 1982 года в Тюмени в бывшей купеческой усадьбе Колокольниковых был открыт Музей «Штаб-квартира В. К. Блюхера» в память о начальнике 51-й стрелковой дивизии и событиях Гражданской войны 1919 года. Музей просуществовал до 1990 года, был закрыт на реставрацию из-за аварийного состояния здания и вновь открыт в 1996 году как «Музей истории дома XIX-XX века». В 2006 году переименован в Музей «Усадьба Колокольниковых»[42]. Один зал экспозиции обновлённого музея посвящён начдиву Василию Блюхеру.
- В 1962 году была выпущена почтовая марка СССР, посвящённая Блюхеру.
- В 1975 году была выпущен почтовый конверт СССР, посвящённый памятнику Блюхеру во Владивостоке.
- В 1990 году была выпущен почтовый конверт СССР, посвящённый Блюхеру.
- В Рыбинске проводится ежегодный Всероссийский турнир по самбо памяти маршала В. К. Блюхера
- На вершине сопки Июнь-Корань на месте Волочаевского боя рядом с памятником, посвящённым этому событию (село Волочаевка-1 Еврейской автономной области) установлен кенотаф маршалу Советского Союза Блюхеру — камень с надписью.

### Блюхер в кинематографе
- «Пароль не нужен» (1967), в роли Блюхера — Николай Губенко.
- «Маршал революции» (1978), в роли Блюхера — Борис Невзоров.
- «Московская сага» (2004), в роли Блюхера — Валерий Копчёнов.
- «Исаев» (2009), в роли Блюхера — Константин Лавроненко.

## Памятные места в Хабаровске
|  | [ 43 ] |

## Адреса в Петрограде — Ленинграде

Памятный знак на доме, в котором в 1928—1929 годах жил В. К. Блюхер. Сумская улица (Харьков)

1923—1926 годы — Комиссаровская улица, 8.

## Семья
- Прадед — Леонтий Феклистович.
- Дед — Павел Леонтьевич.

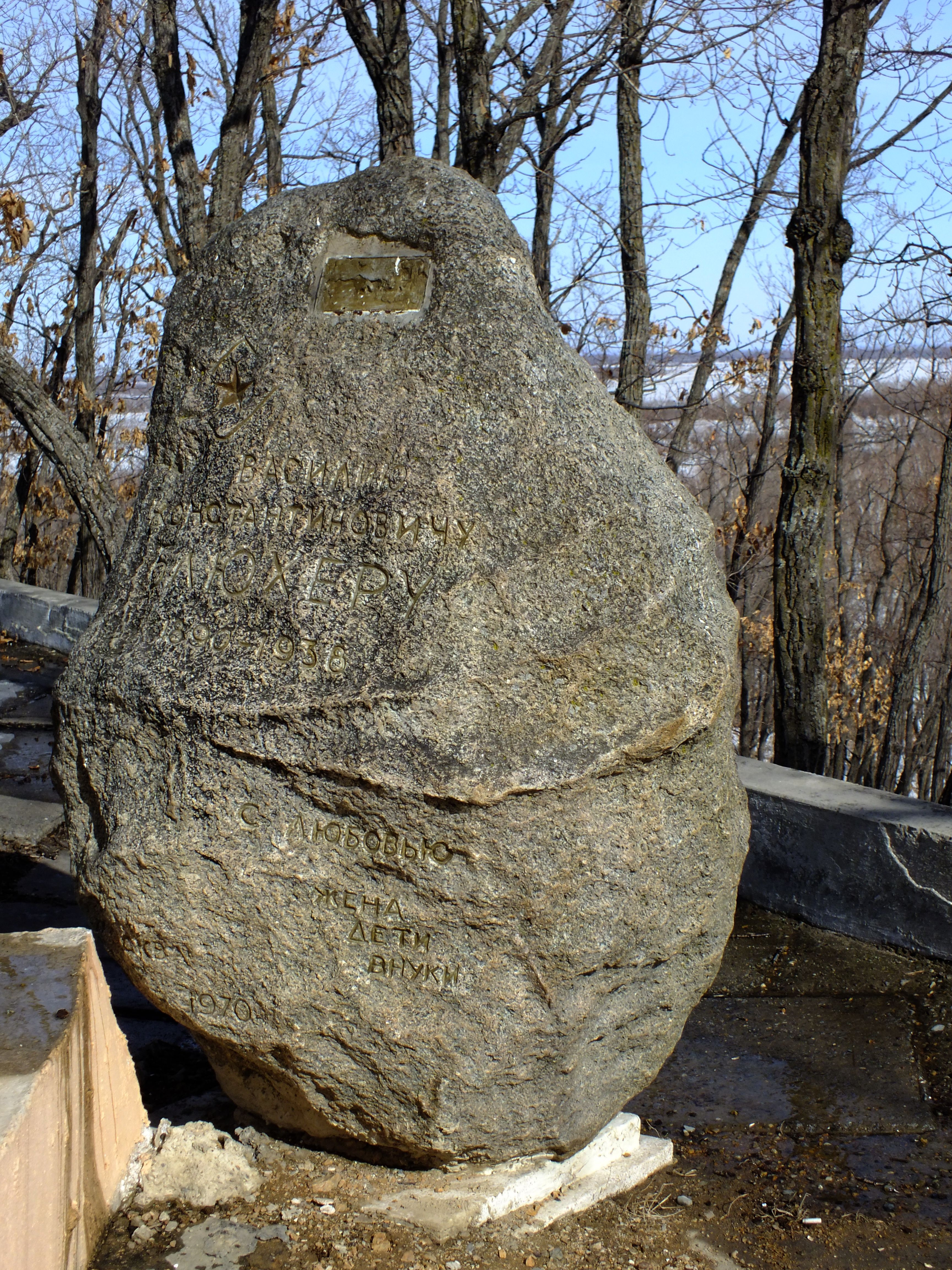
Кенотаф маршалу Блюхеру (село Волочаевка-1)

- Отец — Константин Павлович (1869 — 24.02.1933), похоронен на кладбище в Георгиевском-Раменье.
  - Братья и сёстры отца:
    - Федор Павлович (1872 — ?). Жена (с 1900) — Екатерина Осиповна Иванова.
    - Александра Павловна (1880 — ?). Муж (с 1901) — Николай Герасимович Павлов.
    - Дмитрий Павлович Блюхер (1887—1942).
    - Иван Павлович.
    - Евгения Павловна.
- Мать — Анна Васильевна (девич. Медведева, 1868 — 24.11.1932). Похоронена на старом гражданском кладбище (ныне не сохранилось) в Хабаровске. В 1938 году памятник с могилы был снят.
- сестра — Александра Константиновна (в замужестве Пятибратова).
- сестра — Елизавета Константиновна.
- брат — Павел Константинович (1905—1939), командир авиазвена при штабе ВВС Дальневосточного фронта. 26 февраля 1939 года Военной коллегией Верховного Суда СССР был приговорён к смертной казни по обвинению в участии в военно-фашистском заговоре. В тот же день расстрелян. Реабилитирован 9 мая 1956 года[44]. Также была расстреляна его жена — Лидия Фоминична Богуцкая-Блюхер (1905—1939). Следы их дочери Нины после ареста родителей затерялись.

Блюхер был трижды женат.
- Первая жена (с августа 1919 года до июля 1924 года) Галина Павловна Покровская (1899—1939). Арестована в Ленинграде 24 октября 1938 и этапирована в Москву. На допросах дала признательные показания, что помогала бывшему мужу в его шпионской деятельности в пользу Японии. Расстреляна 10 марта 1939 года. Дети:
  - Дочь Зоя — род. 1920, умерла в младенчестве, не дожив до года.
  - В 1921 году Блюхеры удочерили пятилетнюю девочку-сироту Катю, эвакуированную в Забайкалье из Поволжья. Катя прожила в семье Блюхера до 1937 года, затем у неё нашлась старшая сестра, к которой она переехала.
  - Сын Всеволод (1922—1977) после ареста родителей был определён в Армавирский детский дом. В 1943 году призван в РККА. Воевал в составе 65-й армии[45], был награждён орденом Красного Знамени (получил уже после реабилитации отца) и медалью «За отвагу» в марте 1945 года[46]. После войны работал шахтёром в Коммунарске под Ворошиловградом[47][48].
  - Дочь Зоя (род. в июле 1923 года, названа в память первой дочери), после ареста родителей воспитывалась бабушкой Людмилой Петровной (матерью Галины Покровской). После Великой Отечественной войны проживала в Ленинграде, вышла замуж (муж — Белов Михаил Петрович), в 1950 году родила сына Михаила. В 1951 году была арестована, объявлена «социально опасным элементом» и выслана на поселение в Кзыл-Орду сроком на пять лет без права возвращения в Ленинград. В 1953 году её амнистировали, осенью 1956 года она вернулась в Ленинград. Умерла 24 ноября 2016 года.
- Работая в Китае, в январе 1927 года Блюхер женился на сотруднице советского консульства Галине Александровне Кольчугиной (1899—1939).  Галина Александровна родилась в г. Харькове в 1899 г. Её мать работала акушеркой на Китайско-Восточной ж\д (КВЖД), вместе с дочерью она уехала в Харбин. В 1906 г. мать отдала девочку в русскую школу. После окончания школы Галина поступила в коммерческое училище. После его окончания отправилась в Петроград. Там она стала студенткой историко-филологического факультета женских Бестужевских курсов. В мае 1917 г., завершив 2-й курс, уехала на летние каникулы в Харбин к матери.  В Харбине стала работать в частной гимназии Генерозовой преподавателем русского языка. Одновременно давала уроки на дому детям из состоятельных семей. Познакомилась с Львом Григорьевичем Кауфманом, который работал литературным сотрудником в городской газете. В феврале 1923 г. они поженились и жили во Владивостоке. Галина поступила делопроизводителем-машинисткой в Приморское управление уполномоченного Народного комиссариата иностранных дел. Через год Кауфмана перевели в Москву, в Восточный отдел Коминтерна, а Галину трудоустроили в журнале «Коминтерн» на должность технического секретаря. В апреле 1925 г. Галина рассталась с Кауфманом и уехала в Харбин к больной матери. Работала в Хань-коу, в советском консульстве. В 1926 г. она познакомилась с В.К. Блюхером. Галина работала машинисткой и переводчицей при его штабе. В августе 1927 г. они вместе вернулись в Москву. Вскоре у Галины родился сын Василий. Им дали квартиру в Москве  Чистые пруды д. 12. . Галина поступила слушательницей на военный факультет Академии связи и параллельно преподавала китайский язык. Когда Блюхера направили в войска Украинского военного округа, то на семейном совете было решено Галине с маленьким Васей остаться в Москве. Галина не поехала с Блюхером на Дальний Восток, когда его назначили командующим Дальневосточной армии.  22 октября 1938 г. Галина была арестована и оказалась во внутренней тюрьме на Лубянке. Она обвинялась в шпионаже против СССР и контрреволюционной деятельности. Во всем созналась. Была приговорена к расстрелу, 10 марта 1939 г. приговор приведен в исполнение. В 1956 г. была реабилитирована посмертно.[49]
  - Сын Василий Васильевич Блюхер (1928—2013). После смерти родителей был определён в детский дом под Пензой.
- В 1932 году после возвращения из Китая Блюхер женился на 17-летней Глафире Лукиничне Безверховой (1915—1999). Осуждена Особым совещанием при НКВД СССР к 8 годам ИТЛ за недоносительство о преступной деятельности мужа, о которой она якобы знала[11]. Отбывала заключение в исправительно-трудовом лагере в Казахской ССР. После реабилитации проживала в Москве, умерла в 1999 году.
  - Дети: дочь Ваира (род. 10.12.1933) и сын Василин (21.02.1938-27.01.2000) после ареста родителей были определены в специальные детдома для детей репрессированных. Дочь Ваиру Глафира Безверхова нашла после освобождения, а судьба Василина долго оставалась неизвестна. В 1996 году была издана книга Глафиры Лукиничны «Воспоминания о муже – маршале В.К. Блюхере», в которой она рассказала о своей судьбе, о муже, о том, как занималась поисками пропавшего сына – найти не смогла, но надеялась на встречу с ним до последних дней. В 2007 году стало известно, что Василин Блюхер жил под чужим именем и фамилией — Адольф Васильевич Семенов. Сослуживец Блюхера — Василий Михайлович Семенов — после ареста маршала взял его сына в свою семью[50][51].